# تیم ملی فوتبال مغولستان
تیم ملی فوتبال مغولستان نماینده کشور مغولستان در مسابقات بین‌المللی و آسیا است که زیر نظر فدراسیون فوتبال مغولستان فعالیت می‌کند.
اولین بازی رسمی این تیم در تاریخ ۱۰ آگوست ۱۹۴۲ میلادی در برابر تیم ملی فوتبال ژاپن برگزار شده است.

سرمربی فعلی این تیم مایکل ویب هست.